# Dibranchus
A Dibranchus a csontos halak (Osteichthyes) főosztályának sugarasúszójú halak (Actinopterygii) osztályába, ezen belül a horgászhalalakúak (Lophiiformes) rendjébe és az Ogcocephalidae családjába tartozó nem.

## Tudnivalók
A Dibranchus-fajok többsége a Csendes-óceánban fordul elő, de két-két faj megtalálható a másik két nagy óceánban is. Eme halak hossza fajtól függően 8,4-39,4 centiméter közötti.

## Rendszerezés
A nembe az alábbi 14 faj tartozik:
- Dibranchus accinctus Bradbury, 1999
- Dibranchus atlanticus Peters, 1876 - típusfaj
- Dibranchus cracens Bradbury, McCosker & Long, 1999
- Dibranchus discors Bradbury, McCosker & Long, 1999
- Dibranchus erinaceus (Garman, 1899)
- Dibranchus hystrix Garman, 1899
- Dibranchus japonicus Amaoka & Toyoshima, 1981
- Dibranchus nasutus Alcock, 1891
- Dibranchus nudivomer (Garman, 1899)
- Dibranchus sparsus (Garman, 1899)
- Dibranchus spinosus (Garman, 1899)
- Dibranchus spongiosa (Gilbert, 1890)
- Dibranchus tremendus Bradbury, 1999
- Dibranchus velutinus Bradbury, 1999